# 圣雅各伯圣殿总主教座堂

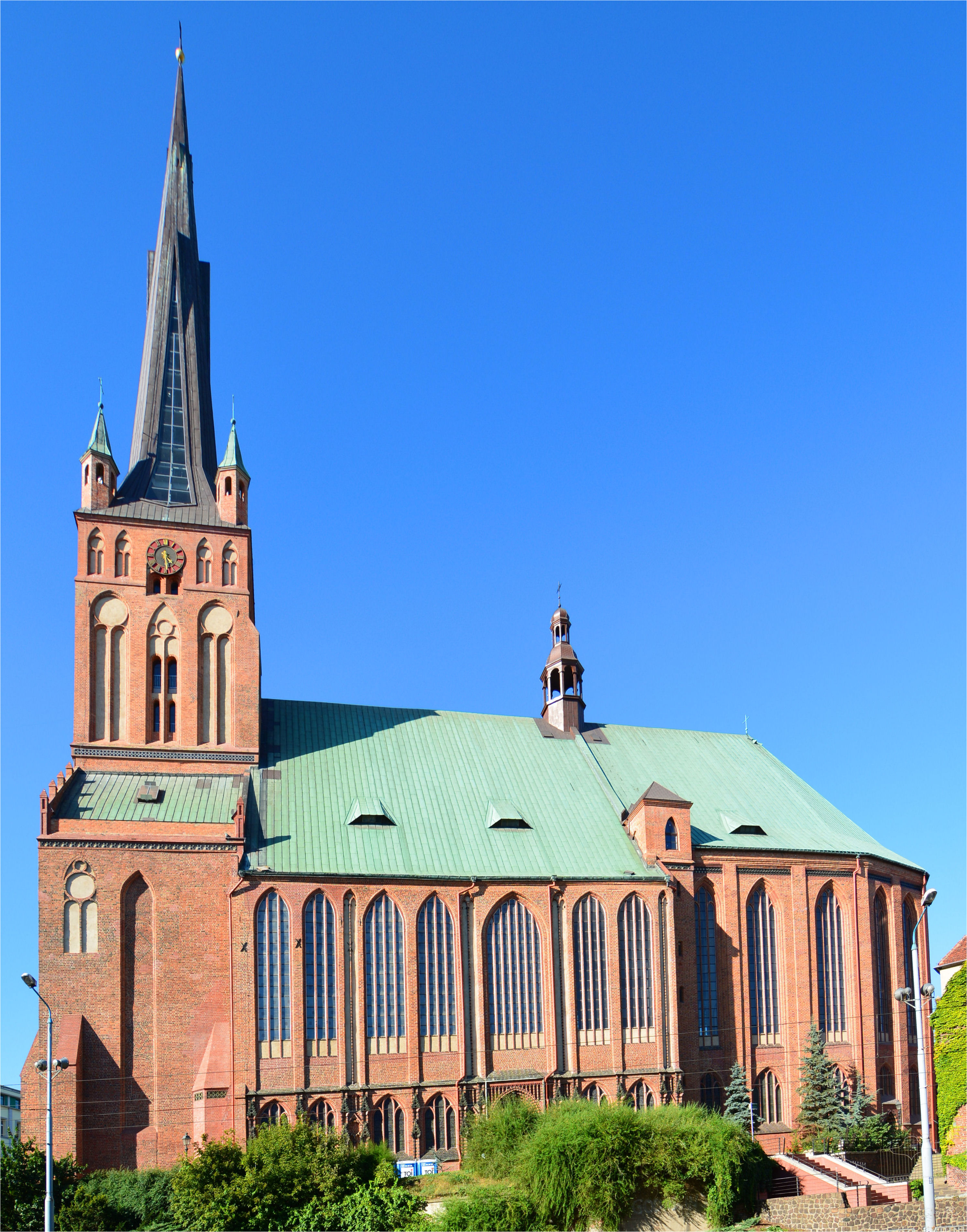

聖雅各伯圣殿总主教座堂（波蘭語：Bazylika archikatedralna św. Jakuba w Szczecinie）是位於波蘭城市什切青（原德国城市斯德丁）的一座教堂 (13世纪)。该教堂由市民興建並稱為呂貝克的圣马利亚堂的樣板。教堂是波美拉尼亞最大的教堂，曾是波美拉尼亞福音派的教堂。不過在二戰結束，什切青成為波蘭城市之後，教堂已改為羅馬天主教的教堂。

## 外部連結
- Archdiocese of Szczecin-Kamień website

53°25′30″N 14°33′18″E / 53.425°N 14.555°E